# Voža
La Voža (in russo Вожа?) è un fiume della Russia europea centrale, affluente di destra della Oka (bacino idrografico del Volga). Scorre nei rajon Zacharovskij, Rybnovskij e Rjazanskij dell'oblast' di Rjazan'.

## Descrizione
Il fiume proviene da alcuni stagni artificiali vicino al villaggio di Komsomol'skij e scorre prevalentemente in direzione nord-orientale lungo il confine della regione di Rjazan'. Dopo aver attraversato la strada M5 «Ural» gira verso est e tocca la città di Rybnoe. Sfocia  nell'Oka a nord di Rjazan'. Il fiume ha una lunghezza di 103 km, l'area del suo bacino è di 1 590 km². Il suo affluente maggiore è la Meča (lungo 52 km) proveniente dalla sinistra idrografica.